# Jankovice (Kroměříž)
Jankovice é uma comuna checa localizada na região de Zlín, distrito de Kroměříž.